# Arrabal de Santa Cruz
El arrabal de Santa Cruz fue una barriada extramuros del primitivo Madrid amurallado, en torno a la ermita de la Santa Cruz y la plazuela formada junto a ella. Situado a la derecha (orientación Este) de la entonces plaza del Arrabal y luego plaza Mayor de Madrid y aunque de muy lento desarrollo, el arrabal de Santa Cruz llegó a alcanzar (18 000 habitantes) hacia la mitad del siglo xv durante el reinado de Carlos I de España.[cita requerida] Al parecer tuvieron en él su negocio y sus tiendas los «gremios de zapateros, estereros, guitarreros y tiradores de oro», y fue uno de sus vecinos Juan Álvarez Gato, mayordomo de Isabel la Católica.

## Origen, superficie y desarrollo
Algunos autores datan la pobladura del caserío en torno al camino de "Tocha" a lo largo del siglo xiii, reunidos allí  colonos mozárabes en un ámbito esencialmente rural.
Siguiendo la opinión de Jerónimo de la Quintana, Manuel Montero Vallejo, considera la fundación de la parroquia ya en el siglo xv y dedicada a la Santa Cruz siguiendo la tradición de la ermita allí hubo.
En cuanto a su extensión, y siguiendo de manera casi textual la descripción de Mesonero, se prolongaba el arrabal a lo largo de la parte superior de la calle Atocha, hasta la denominada puerta de Vallecas (que luego ocuparía la plaza de Antón Martín); y desde allí se continuaba en la plaza de Matute y la calle del Lobo hasta salir a la carrera de San Jerónimo en su nacimiento en la Puerta del Sol, cerrando su límite volviendo por la subida de Santa Cruz.